# Mispila signata
Mispila signata là một loài bọ cánh cứng trong họ Cerambycidae.